# Maroko na Letnich Igrzyskach Olimpijskich 1996
Maroko na Letnich Igrzyskach Olimpijskich 1996 reprezentowało 34 zawodników: 32 mężczyzn i 2 kobiety. Był to 9 start reprezentacji Maroko na letnich igrzyskach olimpijskich. Reprezentanci Maroko zdobyli 2 brązowe medale.

## Zdobyte medale
| Medal | Zawodnik       | Dyscyplina    | Konkurencja               | Rezultat |
| ----- | -------------- | ------------- | ------------------------- | -------- |
| Brąz  | Khalid Boulami | Lekkoatletyka | bieg na 5000 m mężczyzn   | 13:08,37 |
| Brąz  | Salah Hissou   | Lekkoatletyka | bieg na 10 000 m mężczyzn | 27:24,67 |

## Skład kadry

### Boks
Mężczyźni
- Hamid Berhili - waga papierowa (do 48 kg) - 7. miejsce,
- Mohamed Zbir - waga musza (do 51 kg) - 17. miejsce,
- Hicham Nafil - waga kogucia (do 54 kg) - 7. miejsce,
- Muhammad Aszik - waga piórkowa (do 57 kg) - 17. miejsce,
- Kabil Lahsen - waga półśrednia (do 67 kg) - 9. miejsce,
- Mohamed Mesbahi - waga średnia (do 75 kg) - 17. miejsce

### Gimnastyka
Kobiety
- Naima El-Rhouati - wielobój indywidualnie - 74. miejsce; ćwiczenia wolne - 91. miejsce; skok przez konia - 81. miejsce; ćwiczenia na poręczach - 88. miejsce, ćwiczenia na równoważni - 92. miejsce,

### Judo
Mężczyźni
- Abdel Ouahed Idrissi Chorfi - waga do 60 kg - 17. miejsce,
- Adil Bel Gaid - waga do 78 kg - 21. miejsce,
- Adil Kaaba - waga do 86 kg - 21. miejsce

### Lekkoatletyka
Mężczyźni
- Lahlou Ben Younès - bieg na 800 m - 8. miejsce,
- Driss Maazouzi - bieg na 1500 m - 10. miejsce,
- Hicham El Guerrouj - bieg na 1500 m - 12. miejsce,
- Raszid al-Basir - bieg na 1500 m - odpadł w eliminacjach,
- Khalid Boulami - bieg na 5000 m - 3. miejsce,
- Ibrahim Lahlafi - bieg na 5000 m - 8. miejsce,
- Ismaïl Sghyr - bieg na 5000 m - 11. miejsce,
- Salah Hissou - bieg na 10 000 m - 3. miejsce,
- Chalid Skah - bieg na 10 000 m - 7. miejsce,
- Larbi Zéroual - bieg na 10 000 m - odpadł w eliminacjach,
- Abdel Kader El-Mouaziz - maraton - 44. miejsce,
- Abderrahim Ben Redouane - maraton - 84. miejsce,
- Ali Ettounsi - maraton - 98. miejsce,
- Brahim Boulami - bieg na 3000 m z przeszkodami - 7. miejsce,
- Hicham Bouaouiche - bieg na 3000 m z przeszkodami - 11. miejsce,
- Abdel Aziz Sahère - bieg na 3000 m z przeszkodami - odpadł w półfinale

Kobiety
- Zohra Ouaziz - bieg na 5000 m - odpadła w eliminacjach

### Podnoszenie ciężarów
Mężczyźni
- Moustafa Buihamghet - kategoria do 59 kg - 16. miejsce

### Tenis ziemny
Mężczyźni
- Hiszam Arazi - gra pojedyncza - 33. miejsce

### Zapasy
Mężczyźni
- Anwar Kandafil - styl klasyczny waga do 68 kg - 19. miejsce,
- Aziz al-Chalafi - styl klasyczny waga do 74 kg - 15. miejsce,
- Abd al-Aziz as-Safawi - styl klasyczny waga do 90 kg - 22. miejsce,
- Muhammad al-Basri - styl klasyczny waga do 100 kg - 17. miejsce,
- Raszid Bilaziz - styl klasyczny waga do 130 kg - 17. miejsce